# Tobias trituberculatus
Tobias trituberculatus là một loài nhện trong họ Thomisidae.
Loài này thuộc chi Tobias. Tobias trituberculatus được Władysław Taczanowski miêu tả năm 1872.